# Cubaris kashmiri
Cubaris kashmiri är en kräftdjursart som beskrevs av Jackson 1935. Cubaris kashmiri ingår i släktet Cubaris och familjen Armadillidae. Inga underarter finns listade i Catalogue of Life.